# Mondésir Alladjim
Mondésir Alladjim (ur. 10 lutego 1986 w Ndżamenie) – czadyjski piłkarz grający na pozycji środkowego obrońcy. Od 2016 jest zawodnikiem klubu Renaissance FC.

## Kariera klubowa
Swoją karierę piłkarską Alladjim rozpoczął w klubie Renaissance FC. W sezonie 2006 zadebiutował w jego barwach w pierwszej lidze czadyjskiej. W sezonach 2006 i 2007 wywalczył z nim dwa mistrzostwa, a w sezonie 2008 - wicemistrzostwo Czadu. W sezonie 2008/2009 grał w gabońskiej Delcie Téléstar, a w 2009 wrócił do Renaissance FC. W latach 2010–2011 grał w En Avant Estuaire. W 2011 znów został zawodnikiem Renaissance FC. W 2011 roku zdobył z nim Puchar Czadu, a w 2013 roku został wicemistrzem kraju. W 2015 roku był zawodnikiem Foullah Edifice FC. W 2016 wrócił do Renaissance FC.

## Kariera reprezentacyjna
W reprezentacji Czadu Alladjim zadebiutował 6 marca 2007 w wygranym 3:2 meczu CEMAC Cup 2007 z Republiką Środkowoafrykańską. Od 2007 do 2011 wystąpił w kadrze narodowej 12 razy.